# Maurice des Étages
 (mai 2021).
Si vous disposez d'ouvrages ou d'articles de référence ou si vous connaissez des sites web de qualité traitant du thème abordé ici, merci de compléter l'article en donnant les références utiles à sa vérifiabilité et en les liant à la section « Notes et références ».
Maurice Huyghues des Étages dit Maurice des Étages (1897-1953) est un homme politique martiniquais, président du Conseil général de la Martinique de 1943 à 1944 et délégué à l'Assemblée consultative provisoire à Alger puis à Paris (mai 1944-août 1945). Il est le père de Jacques Huyghues des Étages.

## Biographie
Maurice Huyghues des Étages est né à Rivière-Salée en 1897. Il part comme ouvrier des usines Renault à Boulogne-Billancourt et participe à la Première Guerre mondiale où il est blessé. Son père Louis est assassiné à Ducos alors qu'il vient tout juste d'être réélu maire de Rivière-Salée le 24 mai 1925. Maurice décide alors de se venger et monte sur le paquebot qui emmenait le gouverneur Henri Richard que Maurice pensait être à l'origine de la mort de son père. Il tire sur le gouverneur Richard, mais le blesse seulement. Maurice des Étages est arrêté et jugé à Fort-de-France et finalement acquitté en 1926.
Maurice des Etages est élu conseiller général de Rivière Salée sous l'étiquette SFIO. Pendant la période de l'amiral Robert il devient le responsable d'un réseau de passage de dissidents vers Sainte-Lucie. Il est arrêté le 9 mars 1941, condamné à quinze ans de travaux forcés et déportés sur les Îles du Salut en Guyane, dont il revient en 1943 après que les Antilles aient rejoint la France Libre. il est ensuite désigné comme délégué de la Martinique aux Assemblées consultatives provisoires d'Alger puis de Paris.
Après-guerre, son nom est proposé en 1946 comme secrétaire de la Fédération socialiste de la Martinique, mais c'est finalement Joseph Henry qui est désigné. Il rejoint le Rassemblement du peuple français en 1948 et en devient le président du comité départemental et le directeur du journal La Flamme, organe du RPF en Martinique. En parallèle à ses activités politiques, il préside l'Association générale des Anciens combattants de Martinique.
Il se présente en Martinique aux élections sénatoriales de 1948 sous l'étiquette RPF, mais n'obtient que quarante-huit voix sur cinq cent trente-quatre.
En août 1951, en conflit avec le reste de la fédération, Maurice des Étages est exclu du RPF bien que président du comité départemental de Martinique.